# La Gloria, Colombia
La Gloria är en ort i Colombia.   Den ligger i departementet Cesar, i den norra delen av landet, 400 km norr om huvudstaden Bogotá. La Gloria ligger 36 meter över havet och antalet invånare är 6 810.
Terrängen runt La Gloria är mycket platt. Runt La Gloria är det ganska glesbefolkat, med 27 invånare per kvadratkilometer. Närmaste större samhälle är Pelaya, 17,0 km nordost om La Gloria. Trakten runt La Gloria består huvudsakligen av våtmarker.